# 在日ブラジル人
在日ブラジル人（ざいにちブラジルじん、ポルトガル語: Brasileiros no Japão）とは、日本に3か月以上暮らしているブラジル国籍の者である。

## 統計

### 人数

日本における在留外国人の推移

2024年末現在、在日ブラジル人は、211,907人（194国中6位）である。

### 年代
男女比は54対46であり、比較的に女性よりも男性が多い。年代的には30代（3万9179人）と40代（4万341人）が多い。在留外国人全体と比べると幼児(10%)や10代(11%)の比率はそれぞれ約5%高く、20代(13%)の比率は15%以上低い。

### 在留資格
在日ブラジル人の多くは就業制限のない永住者（116,818人）や定住者（71,1058人）、日本人の配偶者等(15,183)である。制限のある在留資格としては留学（975人)や技術・人文知識・国際業務(598人)などがある。

### 地域
在日ブラジル人の居住地域は東海地方(55%)や関東地方(25%)が多い。在日ブラジル人は愛知県（6万0980人）などの製造業が集積する地域のブラジリアンタウンに集住しており、東京（4535人）や大阪（2787人）などの大都市には相対的に少ない。在日ブラジル人は北海道や東北、四国、九州にはほとんどいない（0%）。

### 家族
ブラジル国籍を持つ家族の同伴率は0%で世界平均(6%)より低い。一方、日本人の配偶者を持つブラジル人は9%で世界平均(7%)より高く、1万5933人（3位）いる。

## 歴史

### 1990年代（平成2-平成11年）
1990年（平成2年）、ブラジルの国債がデフォルトし、ハイパーインフレが起こった。一方、日本では1990年（平成2年）に出入国管理及び難民認定法が改正され、就業活動に制限のない定住者資格が創設されて日系3世に対して付与されるようになった。1990年（平成2年）の在日ブラジル人は5万6429人だったが1995年（平成7年）までに17万6440人に急増し、ニューカマーの一角を占めた。一方、刑法犯も1990年（平成2年）の70件（9位）・53人（9位）から1503件（3位）・318人（4位）に急増した。また生活習慣や言語の違いから、愛知県豊田市の保見団地では日本人住民との間で軋轢が生じた。また人口の増加と比べて国際結婚は比較的に少なく、1995年（平成7年）に日本人男性と結婚したブラジル人女性は579人、ブラジル人男性と結婚した日本人女性は162人だった。

### 2000年代（平成12年-平成21年）
2000年（平成12年）の在日ブラジル人は25万4394人だったが、2005年（平成17年）までに30万2080人に急増した。この頃、在日ブラジル人は本国に毎年30億ドルの送金をしたという。またこの頃在日ブラジル人子弟の教育は公立学校のほかにブラジル学校などで行われていたが、在日ブラジル人の高校通学率は在日外国人の中でも特に低く、2割前後しかなかったという。一方、刑法犯は2000年（平成12年）に3273件（2位）・682人（2位）に増加した。また少年の刑法犯は2000年（平成12年）に244人いて、2003年（平成15年）の377人をピークに2010年（平成22年）まで連続して100人を越え、在日外国人の中で首位を保った。在日ブラジル人家庭は両親の不安定な勤務環境により放任状態となり、日本の生活に馴染めない少年は学校からドロップアウトし、街に出て悪い仲間と知り合い、遊興費欲しさに犯罪者となる例が多いという。2006年（平成18年）頃、在日ブラジル人の轢逃げ犯など86人が本国に逃亡し問題になっていた。ブラジルの憲法（第5条51項）には「犯罪人引き渡し禁止規定」があり、逃亡した犯人を日本国政府が処罰することはできず、ブラジル政府に代理処罰を依頼するしかなかった（未解決）。
その後、在日ブラジル人は2007年（平成19年）に31万6967人のピークを迎えたが、日本ブラジル交流年の2008年（平成20年）にリーマン・ショックが起き、1年で4万5千人が帰国した。2009年（平成21年）頃、ブラジル人などの在日南米人は非正規雇用が9割を占め、社会や企業内での立場が弱く、約4割（推定）が失業していたという。日本政府は帰国支援を行って、2万53人のブラジル人を本国に送り返した。また帰国できない在日ブラジル人や帰国しない日系定住外国人の子弟のために「虹の架け橋教室」（外国人児童生徒就学促進事業）を開始した。ブラジル政府も2010年（平成22年）に静岡県浜松市に在日ブラジル人向けの支援施設を一時的に設置した。

### 2010年代（平成22年-令和2年）
2010年（平成22年）にブラジルの海外出稼ぎ労働者は全世界から本国に43億ドル（23位）を送金した。2010年（平成22年）の在日ブラジル人は23万552人だったが、2011年（平成23年）3月11日に東北地方太平洋沖地震（東日本大震災）が起き、約2万人が帰国した。またブラジルでは2014年（平成26年）のサッカーワールドカップや2016年（平成28年）の夏季オリンピックに向けて経済が活況になったため、在日ブラジル人の帰国は続き2015年（平成27年）までに17万3038人に減少した。なお2012年（平成24年）以降の統計は計算方法が変わり、短期滞在や公務を含まなくなったので、2011年（平成23年）以前の統計と単純比較できなくなった。しかし在日ブラジル人は短期滞在が少ないためにそれほど影響は無いようである。ちなみに2015年（平成27年）の総在留ブラジル人は17万4330人だった。一方、刑法犯は2010年（平成22年）に2531件（2位）・515人（4位）だった。2014年のブラジル人の犯罪は車上狙い・自動車盗・部品ねらいが多かった。その後本国ブラジルの経済が低迷し増加に転じる、2020年の在日ブラジル人は209,430人。

### 2020年代
それまで3世までに認めていた日系人向けの定住者ビザが4世までに拡大される。

## 人口分布
| 都道府県 | 2013    | 2007    |
| -------- | ------- | ------- |
| 愛知県   | 48,730  | 80,401  |
| 静岡県   | 27,622  | 52,014  |
| 三重県   | 12,993  | 21,717  |
| 群馬県   | 11,977  | 17,158  |
| 岐阜県   | 10,565  | 20,912  |
| 神奈川県 | 8,742   | 14,107  |
| 埼玉県   | 7,880   | 13,950  |
| 滋賀県   | 7,945   | 14,342  |
| 茨城県   | 6,280   | 11,407  |
| 長野県   | 5,644   | 15,783  |
| 栃木県   | 4,736   | 8,585   |
| 千葉県   | 3,689   | 6,087   |
| 東京都   | 3,162   | 4,550   |
| 山梨県   | 2,767   | 5,089   |
| 大阪府   | 2,640   | 4,454   |
| 広島県   | 2,529   | 4,384   |
| 兵庫県   | 2,502   | 3,398   |
| 福井県   | 2,366   | 3,062   |
| 富山県   | 2,220   | 4,387   |
| 島根県   | 1,297   | 1,317   |
| 合計     | 181,268 | 316,967 |

最も多くが滞在する愛知県には310,845人の在日外国人がおり、61,566人（20％）の在日ブラジル人が在住していた。次ぐ静岡県には6万1610人の在日外国人がおり、32,631人（28％）の在日ブラジル人が在住していた。
特にブラジル人が多く居住する地域は、ブラジリアンタウンと呼ばれる。日本各地のブラジリアンタウンには、在日ブラジル人向けのブラジル料理店（ブラジリアンレストラン）やブラジルのビデオなど生活雑貨を取り扱う店が数多くある。岐阜県可児市など在日ブラジル人向けを中心にブラジル野菜を栽培・生産している場所もある。

## 本国との関係
ブラジルは日本との間に犯罪人引き渡し条約を結んでいないため犯罪を犯した在日ブラジル人が逃亡が後を絶たない。アメリカには犯罪者を引き渡しているが日本には憲法を理由に引き渡しを拒みブラジル人被疑者を匿っている。日本政府が代理処罰を求め処罰されるケースもあるが義務は無いため活用は困難となっている。。

## 日本社会での困難
在日ブラジル人の中には日本語で読み書きができる人もおり、例えば浜松市の南米系外国人のうち漢字まで読むことができる人は約4割（39％）だという。しかし日本語の会話が得意ではない在日ブラジル人がいて、ポルトガル語しか話せない子供もいる。逆に日本語しか話せない子供もいる。また家族の中で自分だけが日本語ができるようになり日本文化にも馴染んだが、いくら真似をしても日本人になれず、家族からも社会からも阻害されているように感じて苦しむ在日ブラジル人もいる。浜松市の南米系外国人のうち約半分（47％）は間接雇用（派遣・請負）だが、大半（81％）は健康保険に加入しており、半分以上（61％）は年金に加入している。しかし現在でも「ごみの出し方、騒音、駐車場の利用方法など、文化や言語の違いに起因する地域トラブル」が存在する。文化の違いとしては学校内でアクセサリーをつけたい、校内で誕生日ケーキを食べたい、体育の授業で整列をしたくない等があり、ブラジル学校の校長のモットーは「お互い理解しようとする→譲歩する→我慢する→あきらめる」だという。
ブラジル人が日本に定住するようになって30年もの時が経ち彼らも高齢化していった、彼らの多くは非正規での雇用であったため十分な蓄えもなく帰国や老後の見通しが立っていない。

## 教育
日本の公立小中学校は外国人でも希望すれば無料で通うことはできる。例えば浜松市の場合、2015年（平成27年）時点で公立学校に通う外国人生徒は1517人おり、そのうちブラジル人生徒は795人である。内訳は小学生481人、中学生276人、幼稚園児38人である。市内の学校のうち1人以上の外国人生徒がいる幼稚園は約3割（63園中41園）であり、小学校は約7割（100校中73校）に及ぶ。また母国と同じ教育・母語教育を希望し、月謝を払う経済的な余裕がある家庭は日本の公立小中学校ではなくムンド・デ・アレグリアのような私塾（ブラジル学校）に行くこともできる。
しかし義務ではない上に2012年（平成24年）以前は住民基本台帳法と外国人登録法に分かれていて、日本人と外国人で構成する複数国籍世帯を把握できなかったので、どちらの学校にも通わない不就学が問題になった。特にリーマンショックの後はブラジル人が失業して月謝を払えなくなったり、生徒が大量に帰国したためにブラジル学校が閉鎖に追い込まれて、不就学が深刻になった。そのため文部科学省は「虹の架け橋教室」（外国人児童生徒就学促進事業）を始めて、不就学者の教育をブラジル学校やNPOに委託した。また浜松市は「外国人子弟の不就学ゼロ作戦」を開始し、727人の不就学者の家を一軒ずつ戸別訪問して帰国・転出していない不就学者を見つける所から始めた。その結果2011年（平成23年）9月には市内に16人の不就学者がいたが、2013年（平成25年）以降はゼロになった。

## 宗教
宗教面では、日本各地のキリスト教の教会が在日ブラジル人の生活支援をしている。在日ブラジル人のうち約20万人がカトリック教徒といわれているが（根拠の薄い推定値、統計値ではない）、ブラジルではカトリック教会よりプロテスタント教会のほうが多い。ただし、ブラジルのプロテスタント教会はアメリカ合衆国のそれとは性格がかなり異なる。

## その他
ブラジルはサッカー大国であるため広く海外に人材を派遣しており、Jリーグでプレーする外国籍選手に占めるブラジル人の割合が高い。アマラオやシジクレイのように長期に渡って日本で選手生活を送る者もいる（Category:在日ブラジル人のサッカー選手を参照）。また、日本各地にブラジリアン柔術やカポエイラの道場があり、在日ブラジル人が多数在籍している。

## 人物
- Category:在日ブラジル人を参照

## 団体
- 在日ブラジル人学校協会
- ブラジル友の会（NPO法人）岐阜県美濃加茂市
- 関西ブラジル人コミュニティ（NPO法人）兵庫県神戸市
- 報道機関
  - アイピーシー・ワールド（テレビ局・出版・WEBなど、総合的なメディアサービス）
  - インターナショナルプレス（新聞）
  - トゥード・ベン（雑誌）
  - Bem-vindo!ブラジル街（ホームページ/フリーペーパー）

▪︎ブラジル大帝国公共